# Васильев, Леонард Леонидович
Леонард Леонидович Васильев (род. 3 января 1937, Симферополь) — советский и белорусский ученый в области теплофизики. Доктор технических наук (1973), профессор, заведующий лабораторией пористых сред в Институте тепло-и массообмена имени Лыкова НАН Беларуси, основатель научной школы в области тепловых труб в Белоруссии.

## Биография
Окончил Белорусский национальный технический университет в 1959 году. С 1961 в Институте тепло- и массообмена АН БССР, с 1967 заведующий лабораторией низких температур.

## Научная деятельность
Исследования по тепло-и массопереносу, процессов переноса энергии и вещества в капиллярно-пористых средах при низких температурах.
Автор 14 монографий, в том числе 3 коллективных на английском языке, около 600 статей и докладов, 218 авторских свидетельств и 12 международных патентов.
В 1988 году монография В. М. Поляева, В. А. Майорова и Л. Л. Васильева «Гидродинамика и теплообмен в пористых элементах конструкций летательных аппаратов» была награждена большой серебряной медалью ВДНХ СССР.
Продолжает научную работу, принимает участие в научных конференциях.

## Награды
Лауреат Государственной премии БССР 1980 года, премии Совета Министров СССР, премии имени академика А. В. Лыкова, присуждается НАН Беларуси, премии выдающегося индийского ученого Аркота Рамачандрана и других.
В 2012 году был награждён золотой медалью Гровера.